# Lubenice (nave)
Il Lubenice era un traghetto della compagnia croata Jadrolinija, costruito nel 1983 in Giappone. Da allora fino al 1998 (quando è stato acquistato da Jadrolinija) ha navigato sotto il nome di Seto, per poi prendere il nome Lubenice. Dopo di che la nave ha navigato per molti anni intorno a Spalato e a Fiume. La sua capacità era di 350 persone e 70 veicoli.
Il 7 aprile 2022 parte da Ragusa, diretta per demolizione ad Aliağa (Turchia), dove giunge il giorno 13 dello stesso mese.